# کریس شارما

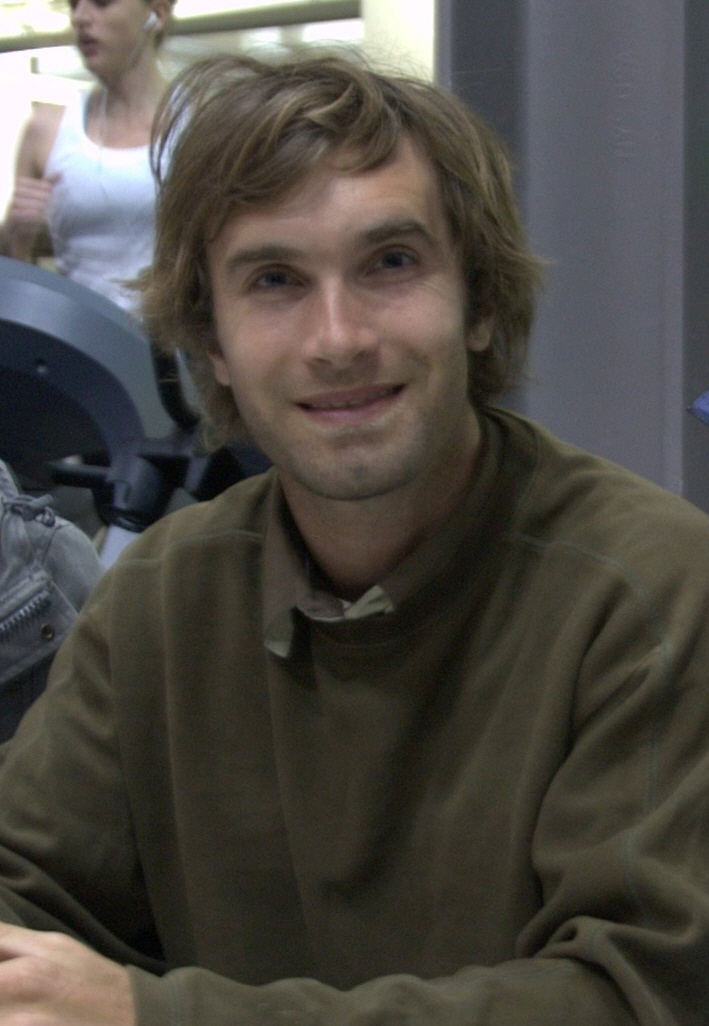
کریس شارما

کریس شارما (به انگلیسی: Chris Omprakash Sharma) متولد ۲۳ آوریل ۱۹۸۱ در سانتا کروز-کالیفرنیا صخره نورد حرفه‌ای آمریکاییست.

## تاریخچه
کریس امپراکاش شارما در شهر سانتا کروز-کالیفرنیا بزرگ شد، او فرزند گیتا جان و باب شارما است.
وی سنگنوردی را زمانی که ۱۲ سال داشت شروع کرد.
در چهاده سالگی توانست برندهٔ مسابقات ملی بولدرینگ (به انگلیسی: Bouldering Nationals) شود.
یک سال بعد، توانست درجهٔ صعود خود را به درجهٔ ۵٫۱۴c که در آن زمان بالاترین درجهٔ صعود بر اساس سیستم درجه‌بندی یوسیمیتی بود برساند.
شارما به شهر بیشاپ (به انگلیسی: Bishop, California) در شهرستان اینیو واقع در کالیفرنیا مهاجرت کرد، و اولین نفری بود که توانست مسیر به ویژه مشکلی را در آن منطقه صعود کند بدین ترتیب دارای حق نامگذاری مسیر صعود شده‌اش شد و آن را ماندالا (به انگلیسی: The Mandala) نامید.